# Stenaphorura lubbocki
Stenaphorura lubbocki är en urinsektsart som beskrevs av Bagnall 1935. Stenaphorura lubbocki ingår i släktet Stenaphorura, och familjen blekhoppstjärtar. Arten är reproducerande i Sverige.